# Vittorio I di Anhalt-Bernburg-Schaumburg-Hoym
Vittorio I di Anhalt-Bernburg-Schaumburg-Hoym (Castello di Schaumburg, 7 settembre 1693 – Castello di Schaumburg, 15 aprile 1772) è stato un principe tedesco del casato d'Ascania che apparteneva ad un ramo cadetto del casato principesco di Anhalt-Bernburg.
Attraverso sua madre, egli ereditò la contea di Holzappel e la signoria di Schaumburg e fondò il ramo cadetto di Anhalt-Bernburg-Schaumburg-Hoym.

## Biografia
Vittorio nacque nel castello di Schaumburg il 7 settembre 1693 come il maggiore dei figli maschi di Lebrecht, Principe di Anhalt-Zeitz-Hoym e della sua prima moglie Carlotta di Nassau-Schaumburg, erede della contea di Holzappel e della signoria di Schaumburg in quanto figlia di Elisabetta Carlotta, Contessa di Holzappel dal sua matrimonio con il principe Adolfo di Nassau-Dillenburg.
La morte di sua madre nel 1700 rese Vittorio l'erede apparente di Holzappel e Schaumburg secondo i termini di un contratto stabilito tra suo nonno paterno, il principe Vittorio Amedeo di Anhalt-Bernburg e dalla sua nonna materna, la contessa Elisabetta Carlotta. Quando quest'ultima morì nel 1797, Vittorio le successe come Conte di Holzappel e Schaumburg.
Quando suo padre morì nel 1727, Vittorio gli successe come "Principe di Anhalt-Zeitz-Hoym," ma poco dopo cambiò il nome del suo principato in "Anhalt-Bernburg-Schaumburg-Hoym."

## Matrimonio e figli

### Primo matrimonio
A Birstein, il 22 novembre 1714 Vittorio I sposò Carlotta Luisa (Büdingen, 31 luglio 1680 - Schaumburg, 2 gennaio 1739), figlia di Guglielmo Maurizio, Conte di Isenburg-Büdingen-Birstein. Sebbene la sposa avesse quattordici anni più di Vittorio, l'unione produsse i seguenti eredi:
1. Vittoria Carlotta (1715-1792), sposò il 26 aprile 1732 Federico Cristiano, Margravio di Brandenburg-Bayreuth, ebbero due figlie e divorziarono nel 1764.
2. Luisa Amalia (1717-1721).
3. Lebrecht (1718-1721).
4. Cristiano, Principe Ereditario di Anhalt-Bernburg-Schaumburg-Hoym (1720-1758).
5. Carlo Luigi, Principe di Anhalt-Bernburg-Schaumburg-Hoym (1723-1806).
6. Francesco Adolfo (1724-1784).

### Secondo matrimonio
A Pölzig il 14 febbraio 1740 Vittorio I si risposò in seconde nozze con Edvige Sofia (Oderberg, 7 maggio 1717 - Diez, 21 febbraio 1795), figlia del conte Wenzel Louis Henckel di Donnersmarck. Gli Henckel di Donnersmarck erano un'antica famiglia della Slesia elevati al rango di conti soltanto nel 1651; di conseguenza, l'unione tra i due venne dichiarato legalmente morganatica. Ad ogni modo, l'unione venne considerata eguale dal resto del casato di Anhalt. Da questa unione nacquero i seguenti eredi:
1. Federico, Principe di Anhalt-Bernburg-Schaumburg-Hoym (1741-1812).
2. Sofia Carlotta Ernestina (1743-1781), sposò il 20 settembre 1760 Volfango Ernesto II, Principe di Isenburg-Birstein.
3. Vittorio Amedeo (1744-1790).
4. Carlo (nato e morto il 4 agosto 1745).
5. Edvige Augusta (1747-1760).
6. Giorgio Augusto (1751-1754).

## Ascendenza
|                                                  |                                       |                                                    | Genitori                                      |  |  | Nonni |  |  | Bisnonni                           |  |  | Trisnonni                          |  |
|                                                  |                                       |                                                    |                                               |  |  |       |  |  | 8. Cristiano II di Anhalt-Bernburg |  |  | 16. Cristiano I di Anhalt-Bernburg |  |
|                                                  |                                       |                                                    |                                               |  |  |       |  |  | 8. Cristiano II di Anhalt-Bernburg |  |  | 16. Cristiano I di Anhalt-Bernburg |  |
|                                                  |                                       | 17. Anna di Bentheim-Tecklenburg                   |                                               |  |  |       |  |  | 8. Cristiano II di Anhalt-Bernburg |  |  |                                    |  |
| 4. Vittorio Amedeo di Anhalt-Bernburg            |                                       |                                                    |                                               |  |  |       |  |  | 8. Cristiano II di Anhalt-Bernburg |  |  |                                    |  |
|                                                  |                                       | 9. Eleonora Sofia di Schleswig-Holstein-Sonderburg | 18. Giovanni di Schleswig-Holstein-Sonderburg |  |  |       |  |  |                                    |  |  |                                    |  |
|                                                  |                                       | 9. Eleonora Sofia di Schleswig-Holstein-Sonderburg | 18. Giovanni di Schleswig-Holstein-Sonderburg |  |  |       |  |  |                                    |  |  |                                    |  |
|                                                  |                                       | 9. Eleonora Sofia di Schleswig-Holstein-Sonderburg | 19. Agnese Edvige di Anhalt                   |  |  |       |  |  |                                    |  |  |                                    |  |
| 2. Lebrecht di Anhalt-Zeitz-Hoym                 |                                       | 9. Eleonora Sofia di Schleswig-Holstein-Sonderburg |                                               |  |  |       |  |  |                                    |  |  |                                    |  |
|                                                  |                                       | 10. Federico del Palatinato-Zweibrücken-Veldenz    | 20. Giovanni II del Palatinato-Zweibrücken    |  |  |       |  |  |                                    |  |  |                                    |  |
|                                                  |                                       | 10. Federico del Palatinato-Zweibrücken-Veldenz    | 20. Giovanni II del Palatinato-Zweibrücken    |  |  |       |  |  |                                    |  |  |                                    |  |
|                                                  |                                       | 10. Federico del Palatinato-Zweibrücken-Veldenz    | 21. Luisa Giuliana del Palatinato-Simmern     |  |  |       |  |  |                                    |  |  |                                    |  |
| 5. Elisabetta del Palatinato-Zweibrücken-Veldenz |                                       | 10. Federico del Palatinato-Zweibrücken-Veldenz    |                                               |  |  |       |  |  |                                    |  |  |                                    |  |
|                                                  |                                       | 11. Anna Giuliana di Nassau-Saarbrücken            | 22. Guglielmo Luigi di Nassau-Saarbrücken     |  |  |       |  |  |                                    |  |  |                                    |  |
|                                                  |                                       | 11. Anna Giuliana di Nassau-Saarbrücken            | 22. Guglielmo Luigi di Nassau-Saarbrücken     |  |  |       |  |  |                                    |  |  |                                    |  |
|                                                  |                                       | 11. Anna Giuliana di Nassau-Saarbrücken            | 23. Anna Amalia di Baden-Durlach              |  |  |       |  |  |                                    |  |  |                                    |  |
| 1. Vittorio I di Anhalt-Bernburg-Schaumburg-Hoym |                                       | 11. Anna Giuliana di Nassau-Saarbrücken            |                                               |  |  |       |  |  |                                    |  |  |                                    |  |
|                                                  | 12. Luigi Enrico di Nassau-Dillenburg | 24. Giorgio di Nassau-Dillenburg                   |                                               |  |  |       |  |  |                                    |  |  |                                    |  |
|                                                  | 12. Luigi Enrico di Nassau-Dillenburg | 24. Giorgio di Nassau-Dillenburg                   |                                               |  |  |       |  |  |                                    |  |  |                                    |  |
|                                                  | 12. Luigi Enrico di Nassau-Dillenburg | 25. Anna Amalia di Nassau-Saarbrücken              |                                               |  |  |       |  |  |                                    |  |  |                                    |  |
| 6. Adolfo di Nassau-Schaumburg                   | 12. Luigi Enrico di Nassau-Dillenburg |                                                    |                                               |  |  |       |  |  |                                    |  |  |                                    |  |
|                                                  |                                       | 13. Caterina di Sayn-Wittgenstein                  | 26. Ludovico I di Sayn-Wittgenstein           |  |  |       |  |  |                                    |  |  |                                    |  |
|                                                  |                                       | 13. Caterina di Sayn-Wittgenstein                  | 26. Ludovico I di Sayn-Wittgenstein           |  |  |       |  |  |                                    |  |  |                                    |  |
|                                                  |                                       | 13. Caterina di Sayn-Wittgenstein                  | 27. Elisabetta di Solms-Laubach               |  |  |       |  |  |                                    |  |  |                                    |  |
| 3. Carlotta di Nassau-Schaumburg                 |                                       | 13. Caterina di Sayn-Wittgenstein                  |                                               |  |  |       |  |  |                                    |  |  |                                    |  |
|                                                  |                                       | 14. Pietro Melander di Holzappel                   | 28. Guglielmo Eppelmann                       |  |  |       |  |  |                                    |  |  |                                    |  |
|                                                  |                                       | 14. Pietro Melander di Holzappel                   | 28. Guglielmo Eppelmann                       |  |  |       |  |  |                                    |  |  |                                    |  |
|                                                  |                                       | 14. Pietro Melander di Holzappel                   | 29. Anna Seiffenmacher                        |  |  |       |  |  |                                    |  |  |                                    |  |
| 7. Elisabetta Carlotta Melander di Holzappel     |                                       | 14. Pietro Melander di Holzappel                   |                                               |  |  |       |  |  |                                    |  |  |                                    |  |
|                                                  |                                       | 15. Agnese di Effern                               | 30. Giovanni Guglielmo di Efferen             |  |  |       |  |  |                                    |  |  |                                    |  |
|                                                  |                                       | 15. Agnese di Effern                               | 30. Giovanni Guglielmo di Efferen             |  |  |       |  |  |                                    |  |  |                                    |  |
|                                                  |                                       | 15. Agnese di Effern                               | 31. Margherita di Baalen                      |  |  |       |  |  |                                    |  |  |                                    |  |
|                                                  |                                       | 15. Agnese di Effern                               |                                               |  |  |       |  |  |                                    |  |  |                                    |  |